# 茨城県の県道一覧
茨城県の県道一覧（いばらきけんのけんどういちらん）は、茨城県を通る県道の一覧である。現在の整理番号は1995年（平成7年）3月30日から使用され、隣県と跨がる路線は隣県側の番号に合わせられた。

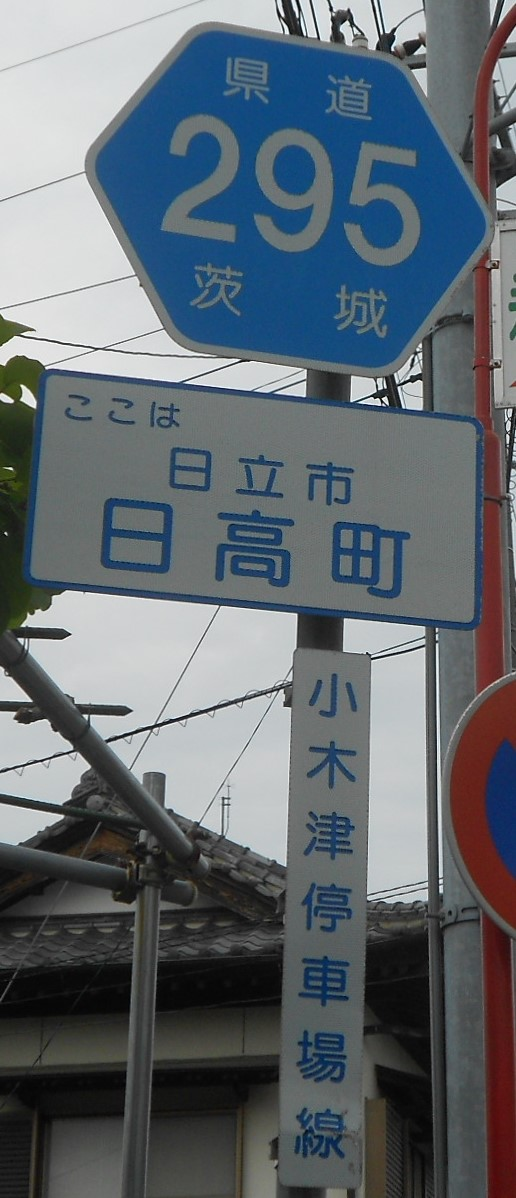
茨城県道における路線番号標識。
路線名は縦書きで記述される。

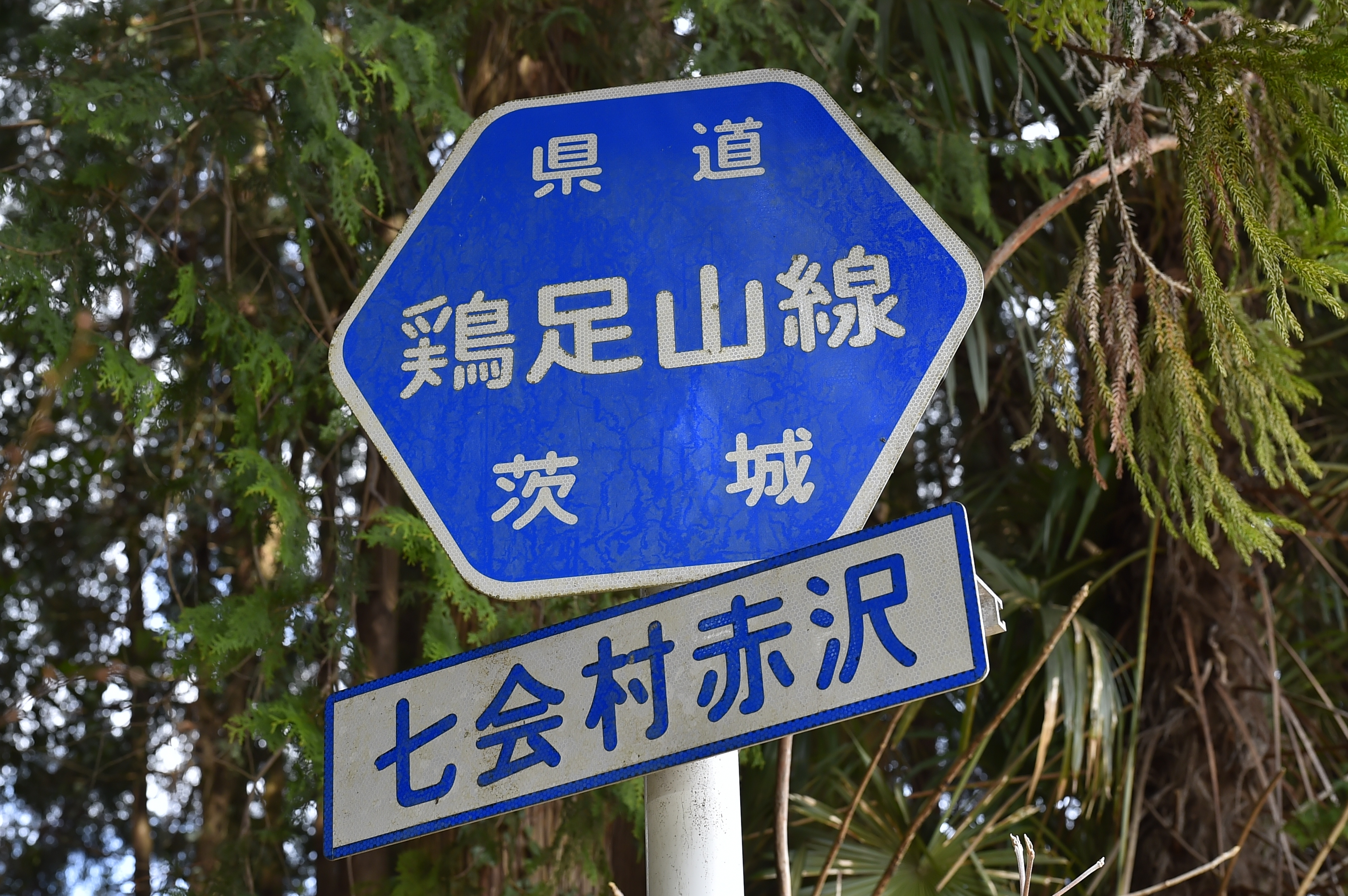
茨城県の古いタイプの県道標識では、中央に路線名が表記されている。そのほとんどは現行タイプに置き換えられているが、まれに残されているものを見かける。

## 主要地方道（1号〜69号）
- 1　宇都宮笠間線（栃木県と共通）
- 2　水戸鉾田佐原線（千葉県と共通）
- 3　つくば野田線（千葉県と共通）
- 4　千葉竜ヶ崎線（千葉県と共通）
- 5　竜ヶ崎潮来線
- 6　水戸那珂湊線
- 7　石岡筑西線
- 8　小川鉾田線
- 9　佐野古河線（栃木・群馬・埼玉県と共通）
- 10　日立いわき線（福島県と共通）
- 11　取手東線（千葉県と共通）
- 12　那須烏山御前山線（栃木県と共通）
- 13　大子黒羽線（栃木県と共通）
- 14　筑西つくば線
- 15　結城下妻線
- 16　大洗友部線
- 17　結城野田線（千葉県と共通）
- 18　茨城鹿島線
- 19　取手つくば線
- 20　結城坂東線
- 21　常陸大宮御前山線
- 22　北茨城大子線
- 23　筑西三和線[1]
- 24　土浦境線
- 25　土浦稲敷線[1]
- 26　境杉戸線（千葉・埼玉県と共通、県内単独区間なし）
- 27　塙大津港線（福島県と共通）
- 28　大子那須線（栃木県と共通）
- 29　常陸太田那須烏山線（栃木県と共通）
- 30　水戸岩間線
- 31　瓜連馬渡線
- 32　大子美和線
- 33　常陸太田大子線
- 34　竜ヶ崎阿見線
- 35　宇都宮結城線（栃木県と共通）
- 36　日立山方線
- 37　日立常陸太田線
- 38　那珂湊那珂線
- 39　笠間緒川線
- 40　内原塩崎線
- 41　つくば益子線（栃木県と共通）
- 42　笠間つくば線
- 43　茨城岩間線
- 44　成田小見川鹿島港線（千葉県と共通）
- 45　つくば真岡線（栃木県と共通）
- 46　野田牛久線（千葉県と共通）
- 47　守谷流山線（千葉県と共通）
- 48　土浦竜ヶ崎線
- 49　江戸崎新利根線
- 50　水戸神栖線
- 51　水戸茂木線（栃木県と共通）
- 52　石岡城里線
- 53　つくば千代田線
- 54　明野間々田線（栃木県と共通）
- 55　土浦つくば線
- 56　つくば古河線
- 57　常陸那珂港南線（常陸那珂有料道路）
- 58　取手豊岡線
- 59　玉里水戸線
- 60　十王里美線
- 61　日立笠間線
- 62　常陸那珂港山方線
- 63　水戸勝田那珂湊線
- 64　土浦笠間線
- 65　那珂インター線
- 66　日立中央インター線（日立有料道路）
- 67　高萩インター線
- 68　美浦栄線（千葉県と共通）
- 69　北茨城インター線

## 一般県道（101号〜505号）

### 101 - 199
- 101　潮来佐原線（千葉県と共通）
- 102　長沢水戸線
- 103　江戸崎下総線（千葉県と共通）
- 104　那珂瓜連線
- 105　友部内原線
- 106　長岡大洗線
- 107　江戸崎神崎線（千葉県と共通）
- 108　那珂湊大洗線
- 109　稲田友部線
- 110　鉾田茨城線
- 111　高萩塙線（福島県と共通）
- 112　阿波山徳蔵線
- 113　真端水戸線
- 114　下太田鉾田線
- 115　子生茨城線
- 116　鹿田玉造線
- 117　深芝浜波崎線
- 118　石岡田伏土浦線
- 119　真岡岩瀬線（栃木県と共通）
- 120　上新田木原線
- 121　河内竜ケ崎線
- 122　大山江戸崎線
- 123　土浦坂東線
- 124　新宿新田総和線
- 125　中里坂東線[1]
- 126　尾崎境線
- 127　谷田部小張線
- 128　土浦大曽根線
- 129　下妻常総線[1]
- 130　常総取手線[1]
- 131　下妻真壁線
- 132　赤浜上大島線
- 133　赤浜谷田部線
- 134　鴻野山豊岡線[1]
- 135　猿島常総線[1]
- 136　高崎坂東線[1]
- 137　若境線
- 138　石岡つくば線
- 139　筑波山公園線
- 140　西小塙石岡線
- 141　牛渡馬場山土浦線
- 142　岩井野田線（千葉県と共通）
- 143　谷田部牛久線
- 144　紅葉石岡線
- 145　上吉影岩間線
- 146　結城石橋線（栃木県と共通）
- 147　小金井結城線（栃木県と共通）
- 148　東山田岩瀬線
- 149　横塚真壁線
- 150　月岡真壁線
- 151　荻島真壁線
- 152　雨引観音線
- 153　水沼磯原線
- 154　山根大津港線
- 155　里根神岡上線
- 156　亀作石名坂線
- 157　下土木内常陸太田線
- 158　上金沢栃原線
- 159　上野宮下金沢線
- 160　梨野沢大子線
- 161　門井山方線
- 162　岩井関宿野田線（千葉県と共通）
- 163　下檜沢上小瀬線
- 164　長倉小舟線
- 165　山方常陸大宮線
- 166　和田上河合線
- 167　富岡玉造常陸太田線
- 168　静常陸大宮線
- 169　菅谷小原内水戸線
- 170　我孫子利根線（千葉県と共通）
- 171　石川袴塚線
- 172　額田南郷田彦線
- 173　大洗公園線
- 174　小泉水戸線
- 175　塩ヶ崎茨城線
- 176　中根平磯磯崎線
- 177　赤塚馬口労線
- 178　常磐公園線
- 179　中石崎水戸線
- 180　長岡水戸線
- 181　宮ヶ崎小幡線
- 182　大竹鉾田線
- 183　山田玉造線
- 184　島並鉾田線
- 185　繁昌潮来線
- 186　荒井行方線[1]
- 187　矢幡潮来線
- 188　大賀延方線
- 189　大賀牛堀線
- 190　境間々田線（栃木県と共通）
- 191　大戦防小山線（栃木県と共通、県内単独区間なし）
- 192　鹿島神宮線
- 193　杉崎友部線
- 194　宍倉玉里線
- 195　下関河内小生瀬線（福島県と共通）
- 196　石井大子線（福島県と共通）
- 197　戸崎上稲吉線
- 198　銚子波崎線（千葉県と共通）
- 199　小野土浦線

### 200 - 299
- 200　藤沢豊里線
- 201　藤沢荒川沖線
- 202　館野牛久線
- 203　荒川沖阿見線
- 204　結城二宮線（栃木県と共通）
- 205　須賀川大子線（栃木県と共通）
- 206　新川江戸崎線
- 207　高田筑西線（栃木県と共通）
- 208　長沖藤代線
- 209　立崎羽根野線
- 210　谷田部藤代線
- 211　高岡藤代線
- 212　赤沢茂木線（栃木県と共通）
- 213　長高野北条線
- 214　沼田下妻線
- 215　伏木坂東線[1]
- 216　岩瀬二宮線（栃木県と共通）
- 217　皆葉崎房線
- 218　大塚真壁線
- 219　白山前取手線
- 220　島名福岡線
- 221　飯岡石岡線
- 222　古宿麻生線
- 223　渡戸木原線
- 224　西山荘線
- 225　鶏足山線
- 226　鶏足山片庭線
- 227　上君田大能線
- 228　原中田線
- 229　取手谷中線
- 230　高萩友部線
- 231　稲敷阿見線[1]
- 232　市毛水戸線
- 233　山王下妻線
- 234　小田野大那地線（栃木県と共通）
- 235　下入野水戸線
- 236　筑波公園永井線
- 237　花室牛久線
- 238　須賀北埠頭線
- 239　粟生木崎線
- 240　奥野谷知手線
- 241　須田奥野谷線
- 242　鉾田鹿嶋線[1]
- 243　八代庄兵衛新田線
- 244　妻木赤塚線
- 245　上君田小妻線
- 246　錫高野石塚線
- 247　常陸海浜公園線
- 248　八溝山公園線
- 249　山方水府線
- 250　古河総和線
- 251　守谷藤代線
- 252　坂東菅生線
- 253　水戸枝川線
- 254　日立港線
- 255　鹿島港線
- 256　鹿島港潮来インター線
- 257　西小塙真岡線（栃木県と共通）
- 258　波崎港線
- 259　平潟港線
- 260　谷原息栖東庄線（千葉県と共通）
- 261　野木古河線（栃木県と共通）
- 262　那珂湊港線
- 263　土浦港線
- 264　小山結城線（栃木県と共通）
- 265　磯崎港線
- 266　会瀬港線
- 267　幸手境線（埼玉県と共通）
- 268　西関宿栗橋線（埼玉県と共通）
- 269　取手停車場線
- 270　藤代停車場線
- 271　龍ケ崎市停車場線
- 272　牛久停車場線
- 273　館野荒川沖停車場線
- 274　牛久赤塚線
- 275　土浦停車場線
- 276　高浜停車場線
- 277　石岡停車場線
- 278　竹ノ内羽鳥停車場線
- 279　羽鳥停車場江戸線
- 280　南指原岩間停車場線
- 281　平友部停車場線
- 282 （欠番）※2001年2月1日　赤塚停車場線廃止[2]
- 283　勝田停車場線
- 284　豊岡佐和停車場線
- 285　東海停車場線
- 286　深沢岩瀬線（栃木県と共通）
- 287　山内上小瀬線（栃木県と共通）
- 288　大甕停車場線
- 289　富谷稲田線
- 290　常陸多賀停車場線
- 291　下伊勢畑増井線（栃木県と共通）
- 292　矢畑横倉新田線（栃木県と共通）
- 293　日立停車場線
- 294　東野田古河線（栃木県と共通）
- 295　小木津停車場線
- 296　十王停車場線
- 297　十王停車場川尻線
- 298　高萩停車場線
- 299　里見南中郷停車場線

### 300 - 499
- 300　磯原停車場線
- 301　大津港停車場線
- 302　結城停車場線
- 303　舟玉川島停車場線
- 304　小川川島停車場線
- 305　下館停車場線
- 306　下館停車場荒線
- 307　岩瀬停車場線
- 308　羽黒停車場線
- 309　福原停車場線
- 310　稲田停車場線
- 311　笠間停車場線
- 312　古河停車場線
- 313 （欠番）※2017年3月30日　下菅谷停車場線廃止[3]
- 314　上菅谷停車場線
- 315　下宿常陸鴻ノ巣停車場線
- 316　真岡筑西線（栃木県と共通）
- 317　瓜連停車場線
- 318　小場常陸大宮停車場線
- 319　玉川村停車場線
- 320　下小川停車場線
- 321　上檜沢下小川停車場線
- 322　諸沢西金停車場線
- 323　上小川停車場線
- 324　袋田停車場四度ノ滝線
- 325　常陸大子停車場線（全線国道461号と重複）
- 326　下野宮停車場線
- 327　寺原停車場線
- 328　谷井田稲戸井停車場線
- 329　小山菅生小絹停車場線
- 330　水海道停車場線
- 331　三妻停車場線
- 332　石下停車場線
- 333　宗道停車場線
- 334　下妻停車場線
- 335　大宝停車場線
- 336　太田郷停車場線
- 337　竜ケ崎停車場線
- 338 （欠番）※2008年4月17日　常陸小川停車場線廃止
- 339 （欠番）※2008年4月17日　大和田桃浦停車場線廃止
- 340 （欠番）※2008年4月17日　玉造停車場線廃止
- 341 （欠番）※2008年4月17日　鉾田停車場線廃止
- 342　上水戸停車場千波公園線
- 343　木崎雨引線
- 344　真鍋停車場線
- 345 （欠番）
- 346 （欠番）
- 347 （欠番）※1995年8月24日　紫尾停車場線廃止[4]
- 348 （欠番）※1997年12月25日　真壁停車場線廃止[5]
- 349 （欠番）※1995年8月24日　樺穂停車場線廃止[4]
- 350　平泉潮来線
- 351　馬渡水戸線
- 352 （欠番）
- 353 （欠番）※1996年4月1日　御前山芳賀線廃止[6]
- 354　五浦海岸線
- 355　東楢戸真瀬線
- 356　城里那珂線
- 357　谷和原筑西線[1]
- 358　日立東海線
- 359　茨城空港線
- 360　大和田羽生線
- 361 - 499 （欠番）

### 500 - 505（自転車道）
- 500　茨城大洗自転車道線
- 501 （欠番）※2016年3月31日　桜川土浦自転車道線廃止[7]⇒茨城県道505号桜川土浦潮来自転車道線へ改編
- 502　取手常総自転車道線[1]
- 503　古河坂東自転車道線[1]
- 504 （欠番）※2016年3月31日　潮来土浦自転車道線廃止[7]⇒茨城県道505号桜川土浦潮来自転車道線へ改編
- 505　桜川土浦潮来自転車道線[8]

## 過去に路線名の変更があった県道一覧
路線の変更、路線認定の改正、路線名の変更により、路線名が変更になったもの。名称のみの変更の他、起終点に変更のあったものも含む。上記の主要地方道、一般県道の一覧と一部重複あり。 
2004年は、JR常磐線の川尻駅から十王駅へ駅名改称と同時に、路線名称を新駅名に合わせた改称を行った。2005年から2006年にかけて、いわゆる「平成の大合併」による市町村の統廃合が促進された結果、筑西市・坂東市・常陸大宮市・城里町・稲敷市・常総市・行方市・鹿嶋市・桜川市に合わせて、道路の路線名称も新自治体名に合わせた改称が多数なされている。2010年は、航空自衛隊百里基地専用だった百里飛行場における民間機発着用空港「茨城空港」開港に合わせ、路線名称も新空港の名称に変更した。2020年には、JR常磐線の佐貫駅から龍ケ崎市駅へ駅名改称と同時に、新駅名に合わせた路線名称の変更が行われた。
- 1965年（昭和40年）2月12日 県道路線の変更[9]
  - 寺田水海道線（北相馬郡取手町大字寺田 主要地方道下館取手線分岐から水海道市諏訪町まで）→酒詰水海道線（北相馬郡藤代町大字酒詰 1級国道6号線分岐から水海道市諏訪町まで）
- 1965年（昭和40年）8月26日 道路の変更（県道路線の区域の変更、県道路線の変更）
  - 天下野山方線（久慈郡水府村大字天下野 県道川山常陸太田線分岐から那珂郡山方町大字西野内 県道山方十王線交点まで）→折橋山方線（久慈郡山方町大字西野内 主要地方道常陸太田烏山線交点まで）[10]
  - 宇都宮水戸線（笠間市大字片庭 栃木県界から水戸市柵町一般国道51号線交点まで）→国道50号重複[注釈 1]・宇都宮笠間線（笠間市大字片庭 栃木県界から笠間市大字石井一般国道50号線交点まで）[11]
- 1966年（昭和41年）6月1日 県道路線の変更[12]
  - 浮島江戸崎線（稲敷郡桜川村大字浮島から稲敷郡江戸崎町大字江戸崎 主要地方道成田江戸崎線交点まで）→新川江戸崎線（稲敷郡東村大字新川から稲敷郡江戸崎町大字江戸崎 主要地方道成田江戸崎線交点まで）
- 1972年（昭和47年）3月1日 路線認定の一部改正[13]
  - 日立勿来線（番号305：多賀郡日立町から福島県石城郡勿来町）→日立いわき線（整理番号1→10：日立市から福島県いわき市まで）
- 1982年（昭和57年）11月1日 路線認定の変更[14]
  - 石塚石岡線（東茨城郡常北町大字石塚から石岡市まで）→石岡常北線（石岡市から東茨城郡常北町まで）
  - 里野宮日立線（常陸太田市里野宮町から日立市まで）→日立常陸太田線（日立市から常陸太田市まで）
- 2004年（平成16年）3月13日 県道の路線名の変更[15]
  - 川尻停車場線→十王停車場線（整理番号296）
  - 川尻停車場川尻線→十王停車場川尻線（整理番号297）
- 2005年（平成17年）4月1日 県道路線の変更[16]
  - 石岡下館線→石岡筑西線（整理番号7）
  - 下館つくば線→筑西つくば線（整理番号14）
  - 結城岩井線→結城坂東線（整理番号20）
  - 大宮御前山線→常陸大宮御前山線（整理番号21）
  - 石岡常北線→石岡城里線（整理番号52）
  - 土浦岩井線→土浦坂東線（整理番号123）
  - 山方大宮線→山方常陸大宮線（整理番号165）
  - 静大宮線→静常陸大宮線（整理番号168）
  - 岩井菅生線→坂東菅生線（整理番号252）
  - 常北那珂線→城里那珂線（整理番号 356）
- 2006年（平成18年）3月23日 県道の路線名の変更[17]
  - 下館三和線→筑西三和線（整理番号23）
  - 土浦江戸崎線→土浦稲敷線（整理番号25）
  - 中里岩井線→中里坂東線（整理番号125）
  - 下子水海道線→下妻常総線（整理番号129）
  - 水海道取手線→常総取手線（整理番号130）
  - 鴻野山水海道線→鴻野山豊岡線（整理番号134）
  - 猿島水海道線→猿島常総線（整理番号135）
  - 高崎岩井線→高崎坂東線（整理番号136）
  - 荒井麻生線→荒井行方線（整理番号186）
  - 伏木岩井線→伏木坂東線（整理番号215）
  - 江戸崎阿見線→稲敷阿見線（整理番号231）
  - 大洋鹿島線→鉾田鹿嶋線（整理番号242）
  - 谷和原下館線→谷和原筑西線（整理番号 357）
  - 岩瀬土浦自転車導線→桜川土浦自転車道線（整理番号501）
  - 取手水海道自転車導線→取手常総自転車道線（整理番号502）
  - 古河岩井自転車道線→古河坂東自転車道線（整理番号503）
- 2010年（平成22年）3月11日 県道の路線名の変更[18]
  - 百里飛行場線→茨城空港線（整理番号 359）
- 2020年（令和2年）3月14日 県道の路線名の変更[19]
  - 佐貫停車場線→龍ケ崎市停車場線（整理番号271）

## 過去に廃止された路線
整理番号は路線廃止時の番号を表記する。
- 1965年（昭和40年）8月26日 廃止[20]
  - 上高倉高萩線（整理番号なし：久慈郡水府村大字上高倉から高萩市大字高萩まで）→高萩里美線（整理番号なし→28）
  - 下宮河内松平線（整理番号なし：久慈郡金砂郷村大字下宮河内から久慈郡水府村大字松平まで）→常陸太田烏山線（整理番号なし→29）
  - 小田野口山方線（整理番号なし：那珂郡美和村大字小田野口から那珂郡山方町大字山方まで）→常陸太田烏山線（整理番号なし→29）
  - 鷲子烏山線（整理番号なし：那珂郡美和村大字鷲子から那珂郡美和村大字鷲子栃木県界まで）→常陸太田烏山線（整理番号なし→29）
  - 海老沢大洗線（整理番号なし：東茨城郡茨城町大字海老沢から東茨城郡大洗町大字神山まで）→大洗友部線（整理番号なし→30→16）
  - 平茨城線（整理番号なし：西茨城郡友部町大字平町から東茨城郡茨城町小鶴まで）→大洗友部線（整理番号なし→30→16）
  - 鉾田鹿島線（整理番号なし：鹿島郡鉾田町大字鉾田から鹿島郡鹿島町大字宮中まで）→茨城鹿島線（整理番号なし→31→18）
  - 当間茨城線（整理番号なし：鹿島郡鉾田町大字当間から東茨城郡茨城町大字奥谷まで）→茨城鹿島線（整理番号なし→31→18）
  - 筑波谷田部線（整理番号なし：筑波郡筑波町大字北条から筑波郡谷田部町大字谷田部まで）→取手筑波線（整理番号なし→33）
  - 茂木大宮線（整理番号なし：東茨城郡御前山村大字野口から那珂郡大宮町大字大宮まで）→国道123号重複[注釈 2]・日立御前山線（整理番号なし→36）
  - 久慈大宮線（整理番号なし：日立市久慈町から那珂郡大宮町大字大宮まで）→日立御前山線（整理番号なし→36）
- 1966年（昭和41年）6月1日 廃止[21]
  - 波崎鹿島線（整理番号なし：鹿島郡波崎町大字波崎から鹿島郡鹿島町大字明石まで）→深芝浜波崎線（整理番号なし→127→117）・鹿島港線（整理番号なし→377→255）
  - 金井那賀線（整理番号なし：東茨城郡緒川村大字金井から那珂郡緒川村大字那賀まで）→小舟笠間線の一部・緒川村道
- 1967年（昭和42年）12月11日 廃止[22]
  - 須賀息栖日川線（整理番号なし：鹿島郡鹿島町大字須賀から鹿島郡神栖村大字日川まで）※1959年（昭和34年）10月14日認定→須賀息栖東庄線（整理番号なし→256）
- 1968年（昭和43年）3月18日 廃止[23]
  - 常陸大宮停車場線（整理番号なし：那珂郡大宮町 常陸大宮停車場から、那珂郡大宮町 一般国道118号線交点まで）→小場常陸大宮停車場線
- 1968年（昭和43年）12月12日 廃止[24]
  - 荒谷佐和停車場線（整理番号なし：那珂郡東海村大字荒谷 県道東海停車場村松線分岐から勝田市大字佐和 佐和停車場まで）→豊岡佐和停車場線
- 1969年（昭和44年）8月28日 廃止[25]
  - 静停車場線（整理番号273：那珂郡瓜連町大字下大賀静停車場から、那珂郡瓜連町大字静 主要地方道笠間常陸太田線交点まで）
  - 石塚停車場線（整理番号278：東茨城郡常北町大字石塚 石塚停車場から、東茨城郡常北町大字石塚 一般国道123号交点まで）
  - 阿波山停車場線（整理番号279：東茨城郡桂村大字阿波山 阿波山停車場から、東茨城郡桂村大字阿波山 一般国道123号交点まで）
- 1969年（昭和44年）12月22日 廃止[26]
  - 札玉造線（整理番号63：鹿島郡大洋村大字札 主要地方道茨城鹿島線分岐から、行方郡玉造町大字玉造 主要地方道石岡潮来線交点まで）→汲上玉造線（整理番号63：鹿島郡大洋村大字汲上 一般国道51号線分岐から、行方郡玉造町大字玉造 主要地方道石岡潮来線交点まで）[注釈 3]
- 1970年（昭和45年）12月24日 廃止[27]。
  - 下館取手線（整理番号 38：下館市から取手市まで）→国道294号[注釈 4]
  - 大宮馬頭線（整理番号 381：那珂郡大宮町から栃木県那須郡馬頭町まで）→国道293号
  - 那珂湊停車場線（整理番号 382：那珂湊市釈迦町 那珂湊停車場から、那珂湊市釈迦町 一般国道245号[注釈 5]まで）→那珂湊市道
- 1971年（昭和46年）4月8日 廃止[28]。
  - 下幡木潮来線（整理番号 335：鹿島郡神栖町下幡木 県道須賀息栖東庄線分岐から、行方郡潮来町大字延方 一般国道51号線交点まで）※1969年（昭和44年）8月28日認定（整理番号273）
- 1971年（昭和46年）5月17日 廃止[29]
  - 下館茂木線（整理番号 37：下館市から栃木県芳賀郡茂木町）→国道294号
- 1971年（昭和46年）11月29日 廃止[30]
  - 内野山貝谷結城線（整理番号160：猿島郡猿島町大字内野山から結城市まで）※1959年（昭和34年）10月14日認定（図面対象番号101→整理番号160）→高崎岩井線・山王下妻線
- 1972年（昭和47年）3月1日 廃止[31]
  - 水戸烏山線（整理番号6：水戸市から栃木県那須郡烏山町まで）→国道123号重複・烏山御前山線（整理番号6→12）
  - 氏家大子線（整理番号8：栃木県塩谷郡氏家町から久慈郡大子町まで）→大子馬頭線（整理番号8）
  - 日立御前山線（整理番号 36：日立市から東茨城郡御前山村まで）→国道293号重複[注釈 6]・大宮御前山線（整理番号 36→21）
  - 伊王野町付大子線（整理番号107：栃木県那須郡那須町大字伊王野から久慈郡大子町まで）→大子那須線（整理番号 38→28）
  - 汲上玉造線（整理番号125：鹿島郡大洋村大字汲上から行方郡玉造町まで）→土浦大洋線（整理番号41）[注釈 3]
  - 谷田部江戸崎線（整理番号135：筑波郡谷田部町から稲敷郡江戸崎町まで）→土浦江戸崎線（整理番号43→25）・館野荒川沖停車場線（整理番号135→273）
  - 小堤下館線（整理番号143：猿島郡総和町大字小堤から下館市まで）→新宿新田総和線（整理番号143→124）
  - 新宿新田境線（整理番号145：結城市大字新宿新田から猿島郡境町まで）→下館三和線（整理番号40→23）・尾崎境線（整理番号145→126）・下館三和線（整理番号40→23）
  - 大村石下線（整理番号149：新治郡桜村大字大村から結城郡石下町まで）→土浦境線（整理番号42→24）
  - 境石下線（整理番号150：猿島郡境町から結城郡石下町まで）→土浦境線（整理番号42→24）
  - 岩瀬真壁線（整理番号155：西茨城郡岩瀬町から真壁郡真壁町まで）→筑波益子線（整理番号 39）
  - 赤浜上大島真壁線（整理番号156：真壁郡明野町大字赤浜から真壁郡真壁町まで）→筑波益子線（整理番号 39）
  - 土浦玉造線（整理番号170：土浦市から行方郡玉造町まで）→土浦大洋線（整理番号41）[注釈 3]
  - 里見磯原線（整理番号189：北茨城市内野町字里見から北茨城市磯原町まで）→北茨城大子線（整理番号 37→22）
  - 下君田南中郷停車場線（整理番号190：高萩市大字下君田から北茨城市小野矢指町 南中郷停車場まで）→北茨城大子線（整理番号 37→22）・里見南中郷停車場線（整理番号189→299）
  - 岩瀬益子線（整理番号289：西茨城郡岩瀬町から栃木県芳賀郡益子町まで）→筑波益子線（整理番号 39）
  - 岩瀬国分寺線（整理番号293号：西茨城郡岩瀬町から栃木県下都賀郡国分寺町まで）→栃木二宮線・岩瀬二宮線（整理番号293→216）
  - 徳田高萩線（整理番号 373：久慈郡里美村大字徳田から高萩市まで）→北茨城大子線（整理番号 37→22）
- 1973年（昭和48年）12月4日 廃止[32]
  - 古河羽生線（整理番号 362：古河市から埼玉県羽生市まで）→国道4号（重複）・羽生栗橋線
  - 北大桑古河線（整理番号 363：古河市から埼玉県北埼玉郡大利根村大字北大桑）→国道4号（重複）・羽生栗橋線・砂原北大桑線
- 1974年（昭和49年）10月4日 廃止[33]
  - 須賀息栖東庄線（整理番号256：鹿島郡鹿島町大字須賀から千葉県香取郡東庄町まで）※1967年（昭和42年）12月11日認定→谷原息栖東庄線（整理番号256→260）・須賀北埠頭線（整理番号 395→238）
- 1975年（昭和50年）5月29日 廃止[34]。
  - 酒詰水海道線（整理番号153：北相馬郡藤代町大字酒詰国道6号分岐から水海道市諏訪町まで）→取手水海道線（整理番号153→130）・取手筑波線（整理番号 33：重複）
  - 寺原停車場線（整理番号 347：取手市大字寺田寺原停車場から北相馬郡藤代町大字山王まで）→寺原停車場線（整理番号 347→327）・取手水海道線（整理番号153→130）
- 1977年（昭和52年）2月14日 廃止[35]
  - 常陸太田塙線（整理番号2：常陸太田市から福島県東白川郡塙町まで）→国道349号
  - 水戸常陸太田線（整理番号12：水戸市から常陸太田市まで）→国道349号
  - 石岡潮来線（整理番号20：石岡市から行方郡潮来町まで）→国道355号・竜ヶ崎潮来線重複（整理番号15→5）
  - 川山常陸太田線（整理番号101：久慈郡大子町大字川山から常陸太田市まで）→常陸太田大子線（整理番号50→33）
  - 阿波山笠間線（整理番号121：東茨城郡桂村大字阿波山から笠間市まで）→阿波山徳蔵線（整理番号121→112）
  - 木原竜ケ崎線（整理番号130：稲敷郡美浦村大字木原から竜ケ崎市まで）→竜ケ崎阿見線（整理番号52→34）・木原正直線（整理番号130）
  - 上土田筑波線（整理番号137：稲敷郡千代田村大字上土田から筑波郡筑波町まで）→大穂千代田線（整理番号51）
  - 宗道筑波線（整理番号138：結城郡千代川村大字宗道から筑波郡筑波町まで）→大穂千代田線（整理番号51）・宗道今鹿島線（整理番号138）
  - 谷田部守谷線（整理番号147：筑波郡谷田部町から北相馬郡守谷町まで）→牛久守谷線（整理番号54）・谷田部小張線（整理番号147→127）
  - 上金沢頃藤線（整理番号197：久慈郡大子町大字上金沢から久慈郡大子町大字頃藤まで）→大子美和線（整理番号47→32）・上金沢栃原線（整理番号197→158）
  - 高部栃原線（整理番号201：那珂郡美和村大字高部から久慈郡大子町大字栃原まで）→大子美和線（整理番号47→32）
  - 那珂瓜連線（整理番号220：那珂郡那珂町から那珂郡瓜連町まで）[注釈 7]→瓜連馬渡線（整理番号49→31）
  - 佐和停車場線（整理番号222：勝田市大字大場 佐和停車場から勝田市大字稲田まで）→瓜連馬渡線（整理番号49→31）
  - 佐和停車場馬渡線（整理番号223：勝田市大字大場 佐和停車場から勝田市大字馬渡まで）→瓜連馬渡線（整理番号49→31）
  - 菅谷稲田線（整理番号224：那珂郡那珂町大字菅谷から勝田市大字稲田まで）→瓜連馬渡線（整理番号49→31）
  - 幸谷阿見線（整理番号270：稲敷郡阿見町大字幸谷から稲敷郡阿見町まで）→竜ケ崎阿見線（整理番号52→34）・幸谷正直線（整理番号270）
  - 小張牛久線（整理番号279：筑波郡伊奈村大字小張から稲敷郡牛久町まで）→牛久守谷線（整理番号54）
  - 小舟笠間線（整理番号 377：那珂郡緒川村大字小舟から笠間市金井町まで）※1966年（昭和41年）6月1日認定→笠間緒川線（整理番号46→39）
- 1979年（昭和54年）10月4日 廃止[36]
  - 佐貫停車場小通幸谷線（整理番号 314：竜ケ崎市佐貫町から竜ケ崎市小通幸谷町まで）→竜ケ崎市道
  - 佐貫停車場線（整理番号 315：竜ケ崎市佐貫町から竜ケ崎市佐貫町まで）→竜ケ崎市道[注釈 8]
- 1979年（昭和54年）10月26日 廃止[37]
  - 上之島竜ケ崎線（整理番号132：稲敷郡東村大字上之島から竜ケ崎市まで）→東村道・東竜ケ崎線（整理番号132）
- 1981年（昭和56年）3月31日 廃止[38]
  - 大甕停車場石名坂線（整理番号 321：日立市森山町から日立市石名坂町まで）→日立市道[注釈 9]・日立港線（整理番号 365→254）
- 1982年（昭和57年）11月1日 廃止[39]
  - 日立大子線（整理番号11：日立市宮田から久慈郡大子町まで）→日立山方線（整理番号55→36）・高萩大子線（整理番号28）
  - 筑波公園線（整理番号25：筑波郡筑波町から筑波郡筑波町まで）→笠間筑波線（整理番号60）
  - 高萩里美線（整理番号28：高萩市大字高萩から久慈郡里美村大字折橋まで）→高萩大子線（整理番号28）
  - 山方十王線（整理番号104：那珂郡山方町から多賀郡十王町まで）→日立山方線（整理番号55→36）・十王里美線（整理番号104→60）
  - 茨城友部線（整理番号113：東茨城郡茨城町から西茨城郡友部町まで）→内原常澄線（整理番号59）・友部内原線（整理番号113→105）
  - 東竜ケ崎線（整理番号132：稲敷郡東村大字西代から竜ケ崎市まで）→取手東線（整理番号65→11）・河内竜ケ崎線（整理番号132→121）
  - 小巻取手線（整理番号136：稲敷郡河内村大字小巻から取手市まで）→取手東線（整理番号65→11）
  - 八郷筑波線（整理番号164：新治郡八郷町から筑波郡筑波町まで）→笠間筑波線（整理番号60）
  - 瓦谷柿岡線（整理番号167：新治郡八郷町大字瓦谷から新治郡八郷町大字柿岡）→笠間筑波線（整理番号60）
  - 小見笠間線（整理番号176：新治郡八郷町大字小見から笠間市まで）→笠間筑波線（整理番号60）
  - 那珂湊勝田線（整理番号228：那珂湊市から勝田市まで）→那珂湊那珂線（整理番号58→38）
  - 折本停車場線（整理番号 331：下館市大字折本 折本停車場から下館市大字折本まで）→下館市道
  - 西木倉勝田線（整理番号 394：那珂郡那珂町大字西木倉から勝田市まで）→那珂湊那珂線（整理番号58→38）
- 1983年（昭和58年）8月25日 廃止[40]
  - 石岡笠間線（整理番号17：石岡市から笠間市まで）→国道355号重複[注釈 10]
- 1985年（昭和60年）2月1日 廃止[41]
  - 下君田高萩線（整理番号103：高萩市大字下君田から高萩市本町まで）→高萩塙線（整理番号103→111）
- 1986年（昭和61年）5月29日 廃止[42]
  - 高津中城線（整理番号 309：土浦市中高津から土浦市中央まで）→土浦市道
- 1986年（昭和61年）12月18日 廃止[43]
  - 松山牛久線（整理番号134：稲敷郡江戸崎町大字松山から牛久市まで）→国道408号重複[注釈 10]
- 1987年（昭和62年）3月2日 廃止[44]
  - 牛久停車場線（整理番号 316：牛久市牛久町から牛久市牛久町まで）※1959年（昭和34年）10月14日認定→牛久町道[注釈 11]
- 1993年（平成5年）4月1日 廃止[45]
  - 前橋古河線（整理番号 3：群馬県前橋市から古河市まで）→国道354号・（群馬県道）前橋館林線
  - 古河加須線（整理番号45：古河市から埼玉県加須市まで）※1970年（昭和45年）12月25日認定（整理番号 383）→国道354号・（埼玉県道）加須北川辺線
  - 古河岩井線（整理番号13：古河市から岩井市まで）→国道354号
  - 大子馬頭線（整理番号8：久慈郡大子町から栃木県那須郡馬頭町まで）→国道461号
  - 高萩大子線（整理番号28：高萩市から久慈郡大子町まで）→国道461号
  - 折橋山方線（整理番号204：久慈郡里美村大字折橋から那珂郡山方町まで）→国道461号・常陸太田大子線重複・山方水府線（整理番号420→249）
  - 成田江戸崎線（整理番号 32：千葉県成田市から稲敷郡江戸崎町まで）→国道408号重複、江戸崎新利根線（整理番号66→49）
- 1994年（平成6年）4月1日 廃止[46]
  - 土浦野田線（整理番号10：土浦市から千葉県野田市まで）→国道354号・取手豊岡線・つくば野田線
  - 笠間常陸太田線（整理番号16：笠間市から常陸太田市まで）→日立笠間線
  - 土浦大洋線（整理番号41：土浦市から鹿島郡大洋村まで）→国道354号
  - 谷田部明野線（整理番号53：つくば市谷田部から真壁郡明野町まで）→つくば真岡線
  - 牛久守谷線（整理番号54：牛久市から北相馬郡守谷町まで）→野田牛久線
  - 二軒茶屋瓜連線（整理番号109：那珂郡東海村大字石神外宿字並木内から那珂郡瓜連町まで）→常陸那珂港山方線・那珂瓜連線
  - 東海停車場村松線（整理番号111：那珂郡東海村大字舟石川から那珂郡東海村大字村松まで）→常陸那珂港山方線
  - 木原正直線（整理番号130：稲敷郡美浦村大字木原から牛久市正直町まで）→美浦栄線
  - 宗道今鹿島線（整理番号138：結城郡千代川村大字宗道からつくば市今鹿島まで）→つくば古河線
  - 宗道古河線（整理番号139：結城郡千代川村大字宗道から古河市まで）→つくば古河線・古河総和線
  - 藤代板戸井岩井線（整理番号151：北相馬郡藤代町大字藤代から岩井市まで）→取手豊岡線・守谷藤代線・岩井菅生線
  - 八郷稲田線（整理番号165：新治郡八郷町から笠間市稲田まで）→土浦笠間線
  - 土浦八郷線（整理番号169：土浦市から新治郡八郷町まで）→土浦笠間線
  - 真岡協和明野線（整理番号178：栃木県真岡市から真壁郡明野町まで）→つくば真岡線
  - 常陸太田多賀線（整理番号191：常陸太田市から日立市大久保町まで）→日立笠間線
  - 新地上河合線（整理番号216：久慈郡金砂郷村大字花房から常陸太田市上河合町まで）→常陸那珂港山方線
  - 下宮河内下利員線（整理番号218：久慈郡金砂郷村大字下宮河内から久慈郡金砂郷村大字下利員まで）→常陸那珂港山方線
  - 中河内青柳曲尺手線（整理番号233：水戸市中河内町から水戸市東桜川町まで）→水戸勝田那珂湊線・水戸枝川線
  - 勝倉枝川線（整理番号234号：勝田市大字勝倉から勝田市大字枝川まで）→水戸勝田那珂湊線
  - 小岩戸赤塚停車場線（整理番号239：東茨城郡美野里町大字小岩戸から水戸市赤塚 赤塚停車場まで）→玉里水戸線・赤塚停車場線
  - 堅倉小川線（整理番号240：東茨城郡美野里町大字堅倉から東茨城郡小川町まで）→玉里水戸線
  - 城之内桃浦停車場線（整理番号244：東茨城郡茨城町大字城之内から行方郡玉造町大字羽生 桃浦停車場まで）→水戸神栖線・大和田桃浦停車場線
  - 幸谷正直線（整理番号270：稲敷郡河内村大字生板から牛久市正直町まで）→美浦栄線
  - 竜ヶ崎栄線（整理番号274：竜ケ崎市から千葉県印旛郡栄町まで）→美浦栄線
  - 小張小絹線（整理番号281：筑波郡伊奈町大字小張から筑波郡谷和原村大字小絹まで）→つくば野田線
  - 野田守谷線（整理番号284：千葉県野田市から北相馬郡守谷町まで）→野田牛久線
  - 久能中田線（整理番号 301：猿島郡総和町大字久能から古河市大字中田まで）→つくば古河線
  - 菅生諏訪線（整理番号 306：水海道市菅生町から水海道市諏訪町まで）→取手豊岡線
  - 水戸茨城線（整理番号 385：水戸市から東茨城郡茨城町まで）→水戸神栖線
  - 芹沢麻生線（整理番号 389：行方郡玉造町芹沢から行方郡麻生町まで）→水戸神栖線
  - 常陸那珂港北線（整理番号410：那珂湊市から那珂郡東海村まで）→常陸那珂港山方線
  - 潮来麻生線（整理番号414：行方郡潮来町から行方郡麻生町まで）→水戸神栖線
- 1994年（平成6年）11月28日 廃止[47]。
  - 河原子多賀線（整理番号192：日立市河原子町から日立市千石町まで）※日立笠間線と全線重複
  - 常陸小田停車場線（整理番号 341：つくば市大字小田 常陸小田停車場から、つくば市大字小田まで）
  - 常陸北条停車場線（整理番号 342：つくば市大字北条 常陸北条停車場から、つくば市大字北条まで）
- 1995年（平成7年）8月24日 廃止[4]
  - 　紫尾停車場線（整理番号 347：真壁郡真壁町大字椎尾 紫尾停車場から真壁郡真壁町椎尾まで）※1959年（昭和34年）10月14日認定（図面対象番号291号）
  - 　樺穂停車場線（整理番号 349：真壁郡真壁町大字白井 樺穂停車場から、同郡同町大字白井 県道岩瀬真壁線交点まで）※1959年（昭和34年）10月14日認定（図面対象番号293）
- 1996年（平成8年）4月1日 廃止[6]
  - 御前山芳賀線（整理番号 353：東茨城郡御前山村から栃木県芳賀郡芳賀町まで）
- 1997年（平成9年）12月25日 廃止[5]
  - 　真壁停車場線（整理番号 348：真壁郡真壁町古城 真壁停車場から、真壁郡真壁町古城 主要地方道下館石岡線交点まで）※1959年（昭和34年）10月14日認定（図面対象番号292）
- 2001年（平成13年）2月1日 廃止[2]
  - 　赤塚停車場線（整理番号282：赤塚停車場から水戸市赤塚まで）※1994年（平成6年）4月1日認定（整理番号426→282）
- 2008年（平成20年）4月17日 廃止[48]
  - 　常陸小川停車場線（整理番号 338：小美玉市田木谷から小美玉市小川まで）※1959年（昭和34年）10月14日認定（図面対象番号204→整理番号261→338）
  - 　大和田桃浦停車場線（整理番号 339：鉾田市大和田から桃浦停車場まで）※1994年（平成6年）4月1日認定（整理番号422→399）→大和田羽生線（整理番号 360）
  - 　玉造停車場線（整理番号 340：行方市 玉造停車場から、行方市 主要地方道石岡潮来線交点[注釈 12]まで）※1959年（昭和34年）10月14日認定（図面対象番号287→整理番号 339→340）
  - 　鉾田停車場線（整理番号 341：鉾田市鉾田 鉾田停車場から、鉾田市鉾田 主要地方道水戸鉾田佐原線交点まで）※1959年（昭和34年）10月14日認定（図面対象番号188→整理番号245→341）
- 2016年（平成28年）3月31日 廃止[7]
  - 　桜川土浦自転車道線（整理番号501：桜川市から土浦市まで）※2006年（平成18年）4月1日 - 岩瀬土浦自転車道線から改称→桜川土浦潮来自転車道線（整理番号505）
  - 　潮来土浦自転車道線（整理番号504：潮来市から土浦市まで）※2001年（平成13年）4月1日 - 牛堀土浦自転車道線から改称→桜川土浦潮来自転車道線（整理番号505）
- 2017年（平成29年）3月30日 廃止[3]
  - 　下菅谷停車場線（整理番号 313：那珂市菅谷 下菅谷停車場から、那珂市菅谷 主要地方道水戸常陸太田線[注釈 13]まで）※1959年（昭和34年）10月14日認定（図面対象番号276→整理番号 332→313）